# Tag X Tour
Die folgende Liste ist eine Übersicht der Konzerte, die die deutsche Band Glasperlenspiel auf ihrer Tag X Tour gespielt hat.

## Hintergrund
Die Tag X Tour begann am 26. Mai 2015, als Glasperlenspiel Helene Fischer bei ihrer Stadion-Tournee im Vorprogramm unterstützen. Insgesamt 22 Konzerte spielten sie zusammen mit Fischer bis zum Tourabschluss am 8. Juli 2015. Alleine während dieser 22 Konzerte sahen über 850.000 Zuschauer das Duo. Drei Monate später folgte der zweite Akt der Tournee, diesmal als Hauptact. Während der Tag X und der darauffolgenden Tag X Festivaltour spielten Glasperlenspiel insgesamt 74 Konzerte in Deutschland, Österreich und der Schweiz.

## Tourdaten
| Datum              | Stadt                                  | Veranstaltungsort               | Land        | Veranstaltung                  |
| ------------------ | -------------------------------------- | ------------------------------- | ----------- | ------------------------------ |
| 26. Mai 2015       | Düsseldorf                             | ISS Dome                        | Deutschland | Helene-Fischer-Stadion-Tournee |
| 2. Juni 2015       | Rostock                                | Ostseestadion (DKB-Arena)       | Deutschland | Helene-Fischer-Stadion-Tournee |
| 4. Juni 2015       | Hamburg                                | Volksparkstadion (Imtech Arena) | Deutschland | Helene-Fischer-Stadion-Tournee |
| 5. Juni 2015       | Hamburg                                | Volksparkstadion (Imtech Arena) | Deutschland | Helene-Fischer-Stadion-Tournee |
| 7. Juni 2015       | Hannover                               | HDI-Arena                       | Deutschland | Helene-Fischer-Stadion-Tournee |
| 10. Juni 2015      | Frankfurt am Main                      | Commerzbank-Arena               | Deutschland | Helene-Fischer-Stadion-Tournee |
| 13. Juni 2015      | München                                | Olympiastadion München          | Deutschland | Helene-Fischer-Stadion-Tournee |
| 15. Juni 2015      | Köln                                   | Rheinenergiestadion             | Deutschland | Helene-Fischer-Stadion-Tournee |
| 16. Juni 2015      | Köln                                   | Rheinenergiestadion             | Deutschland | Helene-Fischer-Stadion-Tournee |
| 18. Juni 2015      | Stuttgart                              | Mercedes-Benz Arena             | Deutschland | Helene-Fischer-Stadion-Tournee |
| 20. Juni 2015      | Gelsenkirchen                          | Veltins-Arena                   | Deutschland | Helene-Fischer-Stadion-Tournee |
| 21. Juni 2015      | Gelsenkirchen                          | Veltins-Arena                   | Deutschland | Helene-Fischer-Stadion-Tournee |
| 23. Juni 2015      | Basel                                  | St. Jakob-Park                  | Schweiz     | Helene-Fischer-Stadion-Tournee |
| 25. Juni 2015      | Nürnberg                               | Grundig Stadion                 | Deutschland | Helene-Fischer-Stadion-Tournee |
| 27. Juni 2015      | Leipzig                                | Zentralstadion (Red Bull Arena) | Deutschland | Helene-Fischer-Stadion-Tournee |
| 28. Juni 2015      | Leipzig                                | Zentralstadion (Red Bull Arena) | Deutschland | Helene-Fischer-Stadion-Tournee |
| 30. Juni 2015      | Wien                                   | Ernst-Happel-Stadion            | Österreich  | Helene-Fischer-Stadion-Tournee |
| 1. Juli 2015       | Wien                                   | Ernst-Happel-Stadion            | Österreich  | Helene-Fischer-Stadion-Tournee |
| 4. Juli 2015       | Berlin                                 | Olympiastadion                  | Deutschland | Helene-Fischer-Stadion-Tournee |
| 5. Juli 2015       | Berlin                                 | Olympiastadion                  | Deutschland | Helene-Fischer-Stadion-Tournee |
| 7. Juli 2015       | Dresden                                | DDV-Stadion                     | Deutschland | Helene-Fischer-Stadion-Tournee |
| 8. Juli 2015       | Dresden                                | DDV-Stadion                     | Deutschland | Helene-Fischer-Stadion-Tournee |
| 14. Oktober 2015   | Frankfurt am Main                      | Batschkapp                      | Deutschland | Tag X Tour                     |
| 15. Oktober 2015   | Leipzig                                | Werk 2                          | Deutschland | Tag X Tour                     |
| 16. Oktober 2015   | Dresden                                | Alter Schlachthof               | Deutschland | Tag X Tour                     |
| 17. Oktober 2015   | Zwickau                                | Alter Gasometer                 | Deutschland | Tag X Tour                     |
| 22. Oktober 2015   | Hannover                               | Musikzentrum                    | Deutschland | Tag X Tour                     |
| 23. Oktober 2015   | Mannheim                               | Capitol                         | Deutschland | Tag X Tour                     |
| 24. Oktober 2015   | Ravensburg                             | Konzerthaus                     | Deutschland | Tag X Tour                     |
| 29. Oktober 2015   | Osnabrück                              | Rosenhof                        | Deutschland | Tag X Tour                     |
| 30. Oktober 2015   | Bremen                                 | Schlachthof                     | Deutschland | Tag X Tour                     |
| 31. Oktober 2015   | Hamburg                                | Gruenspan                       | Deutschland | Tag X Tour                     |
| 5. November 2015   | Krefeld                                | Kulturfabrik Krefeld            | Deutschland | Tag X Tour                     |
| 6. November 2015   | Köln                                   | Gloria-Theater                  | Deutschland | Tag X Tour                     |
| 7. November 2015   | Berlin                                 | Postbahnhof                     | Deutschland | Tag X Tour                     |
| 26. Februar 2016   | Kaiserslautern                         | Kammgarn                        | Deutschland | Tag X Tour                     |
| 27. Februar 2016   | Düsseldorf                             | Capitol                         | Deutschland | Tag X Tour                     |
| 3. März 2016       | Ulm                                    | Roxy                            | Deutschland | Tag X Tour                     |
| 4. März 2016       | Solothurn                              | Kulturfabrik Kofmehl            | Schweiz     | Tag X Tour                     |
| 5. März 2016       | Stuttgart                              | Im Wizemann                     | Deutschland | Tag X Tour                     |
| 10. März 2016      | München                                | Ampere                          | Deutschland | Tag X Tour                     |
| 11. März 2016      | Nürnberg                               | Hirsch                          | Deutschland | Tag X Tour                     |
| 12. März 2016      | Wien                                   | Chaya Fuera                     | Österreich  | Tag X Tour                     |
| 18. März 2016      | Berlin                                 | Huxley’s Neue Welt              | Deutschland | Tag X Tour                     |
| 19. März 2016      | Dortmund                               | Freizeitzentrum West            | Deutschland | Tag X Tour                     |
| 7. April 2016      | Karlsruhe                              | Kulturzentrum Tollhaus          | Deutschland | Tag X Tour                     |
| 8. April 2016      | Erfurt                                 | HsD                             | Deutschland | Tag X Tour                     |
| 9. April 2016      | Löbau                                  | Messehalle                      | Deutschland | Tag X Tour                     |
| 14. April 2016     | Rostock                                | MAU Club                        | Deutschland | Tag X Tour                     |
| 16. April 2016     | Osnabrück                              | Rosenhof                        | Deutschland | Tag X Tour                     |
| 26. Mai 2016       | Frankfurt am Main                      | Palais im Zoo                   | Deutschland | Tag X Festivaltour             |
| 27. Mai 2016       | Hannover                               | Expo-Plaza                      | Deutschland | Tag X Festivaltour             |
| 28. Mai 2016       | Leipzig                                | AbenteuerReich Belantis         | Deutschland | Tag X Festivaltour             |
| 30. Mai 2016       | Konstanz                               | Zeltfestival                    | Deutschland | Tag X Festivaltour             |
| 2. Juni 2016       | Graz                                   | Helmut-List-Halle               | Österreich  | Tag X Festivaltour             |
| 3. Juni 2016       | Plauen                                 | Parktheater                     | Deutschland | Tag X Festivaltour             |
| 4. Juni 2016       | Uelzen                                 | Almased Arena                   | Deutschland | Tag X Festivaltour             |
| 11. Juni 2016      | Köln                                   | Flughafen Köln/Bonn             | Deutschland | Tag X Festivaltour             |
| 12. Juni 2016      | Burgebrach                             | Treppendorf                     | Deutschland | Tag X Festivaltour             |
| 18. Juni 2016      | Wittenburg                             | Sommertour-Bühne                | Deutschland | Tag X Festivaltour             |
| 19. Juni 2016      | Cottbus                                | Stadtfest                       | Deutschland | Tag X Festivaltour             |
| 24. Juni 2016      | Röderaue                               | Frauenhain                      | Deutschland | Tag X Festivaltour             |
| 25. Juni 2016      | Weiden in der Oberpfalz                | DJK Sportpark                   | Deutschland | Tag X Festivaltour             |
| 26. Juni 2016      | Wien                                   | Donauinsel                      | Österreich  | Tag X Festivaltour             |
| 1. Juli 2016       | Pörtschach am Wörther See              | Bodypaint City                  | Österreich  | Tag X Festivaltour             |
| 2. Juli 2016       | Ludwigsvorstadt-Isarvorstadt (München) | Theresienwiese                  | Deutschland | Tag X Festivaltour             |
| 3. Juli 2016       | Zürich                                 | Landiwiese                      | Schweiz     | Tag X Festivaltour             |
| 8. Juli 2016       | Fambach                                |                                 | Deutschland | Tag X Festivaltour             |
| 9. Juli 2016       | Stuttgart                              | Cannstatter Wasen               | Deutschland | Tag X Festivaltour             |
| 15. Juli 2016      | Telfs                                  | SportZentrum                    | Österreich  | Tag X Festivaltour             |
| 16. Juli 2016      | Bad Vilbel                             | Festplatz                       | Deutschland | Tag X Festivaltour             |
| 20. Juli 2016      | Rosenheim                              | Mangfallpark Süd                | Deutschland | Tag X Festivaltour             |
| 21. Juli 2016      | Kassel                                 | Kulturzelt                      | Deutschland | Tag X Festivaltour             |
| 23. Juli 2016      | Hamburg                                | Außengelände Volksparkstadion   | Deutschland | Tag X Festivaltour             |
| 24. Juli 2016      | Herzogenaurach                         | Festivalwiese                   | Deutschland | Tag X Festivaltour             |
| 29. Juli 2016      | Füssen                                 | Barockgarten                    | Deutschland | Tag X Festivaltour             |
| 30. Juli 2016      | Etziken                                | Openair-Gelände                 | Schweiz     | Tag X Festivaltour             |
| 5. August 2016     | Gera                                   | Alte Brauerei                   | Deutschland | Tag X Festivaltour             |
| 6. August 2016     | Berlin                                 | Zentraler Festplatz Berlin      | Deutschland | Tag X Festivaltour             |
| 8. August 2016     | Gersthofen                             | Sommer-Festival                 | Deutschland | Tag X Festivaltour             |
| 13. August 2016    | Wattenbek                              | Sportplatz Grundschule          | Deutschland | Tag X Festivaltour             |
| 19. August 2016    | Alzey                                  | Schlosshof                      | Deutschland | Tag X Festivaltour             |
| 20. August 2016    | Linz                                   | Altstadtviertel                 | Österreich  | Tag X Festivaltour             |
| 21. August 2016    | Gampel-Bratsch                         | Festivalgelände                 | Schweiz     | Tag X Festivaltour             |
| 25. August 2016    | Minden                                 | Kleinen Domhof                  | Deutschland | Tag X Festivaltour             |
| 26. August 2016    | Dormettingen                           | Schiefererlebnis                | Deutschland | Tag X Festivaltour             |
| 27. August 2016    | Neuenhagen bei Berlin                  | Kindl-Bühne Wuhlheide           | Deutschland | Tag X Festivaltour             |
| 11. September 2016 | Magdeburg                              | Stadtpark                       | Deutschland | Tag X Festivaltour             |
| 17. September 2016 | Aschaffenburg                          | Schlossplatz                    | Deutschland | Tag X Festivaltour             |
| 21. September 2016 | Braunschweig                           | Kultur im Zelt                  | Deutschland | Tag X Festivaltour             |
| 23. September 2016 | Aigen im Mühlkreis                     | Kikas                           | Österreich  | Tag X Festivaltour             |
| 24. September 2016 | Salzburg                               | Republic                        | Österreich  | Tag X Festivaltour             |
| 29. September 2016 | Bern                                   | Bierhübeli                      | Schweiz     | Tag X Festivaltour             |
| 30. September 2016 | Zürich                                 | X-Tra                           | Schweiz     | Tag X Festivaltour             |
| 1. Oktober 2016    | Neunkirchen (Saar)                     | Neue Gebläsehalle               | Deutschland | Tag X Festivaltour             |
| 29. Oktober 2016   | Altjührden                             | maschal                         | Deutschland | Tag X Festivaltour             |

## Setlist
1. Intro
2. Wölfe
3. Ich bin ich
4. Grenzenlos
5. Erinnerungen
6. Echt
7. Was du nicht weißt
8. Mädchen
9. Für nichts
10. Tag X
11. Dein Geheimnis
12. Paris
13. Unser letztes Lied
14. Bevor ich gar nichts sage
15. Phönix
16. Geiles Leben
17. Nie vergessen
18. Freundschaft

Zugabe
1. Geiles Leben (Remix)
2. Echt (Remix)[8]